# Serruria callosa
Serruria callosa är en tvåhjärtbladig växtart som beskrevs av Joseph Knight. Serruria callosa ingår i släktet Serruria och familjen Proteaceae. Inga underarter finns listade i Catalogue of Life.